# Les Jolies Choses
Pour les articles homonymes, voir Les Jolies Choses (homonymie).
Les Jolies Choses est un roman de Virginie Despentes paru chez Grasset en 1998. Il a obtenu le Prix de Flore 1998 et le Prix Saint-Valentin 1999.

## Titre
Dans King Kong Théorie, Despentes explique qu'un critique de Baise-moi cite Jean Renoir en disant : « Les films devraient être faits par de jolies femmes montrant de jolies choses. » Elle ajoute : « Ça me fera au moins une idée de titre. »

## Résumé
Pauline et Claudine sont jumelles mais tout les sépare. La première est « une Madame », en rébellion contre l'autorité et les clichés féminins. La deuxième est « une putain », artiste ratée prête à tous les compromis pour réussir. Incapable de chanter, Claudine demande à sa sœur d'être sa voix, entrevoyant ainsi une célébrité qui lui semble toute proche. Mais un soir, Claudine se suicide. Dès lors, Pauline décide d'endosser l'identité de sa sœur. Sous le nom de Pauline F, elle plonge alors dans le monde vénal et frelaté du show business, de la drogue, de la musique, cet univers où « des corps factices se vendent entre marketing et cosmétique, parfois au rayon de la prostitution. »
Portrait brutal et mouvementé d'une « femme d'aujourd'hui, garce et martyre, mutante et héroïne », Les Jolies choses est une fresque contemporaine dont l'écriture - à la limite de l'oralité - renouvelle le genre romanesque français tant elle se disperse dans « la foule, la solitude, la pureté et l'impureté, le sexe et la tendresse. »

## Analyse
Lors d'une apparition télévisée dans l'émission Le Cercle de minuit en 1998, Virginie Despentes rapproche la confusion des rôles de son roman, entre Pauline et Claudine, de la confusion du monde dans lequel on vit, mêlant business, médias, pouvoir etc. Cette confusion semble entrainer une certaine violence des rapports humains dans le traitement du corps et dans la sexualité, très présente dans l'univers décrit par l'écrivaine.
Ce roman s'inscrit de manière cohérente dans l'œuvre de Virginie Despentes dans la mesure où il pose, à sa façon, les problématiques liées au rôle nouveau attribué à la femme dans la société contemporaine. Ces préoccupations féministes de l'auteure feront même l'objet d'une théorisation dans son essai King Kong Théorie paru en 2006.
La manière dont Claudine, puis Pauline (avec plus de recul) , gravite dans le milieu du "show business" met les projecteurs sur une certaine aliénation de la femme contemporaine occidentale, l'asservissement à l'égard du genre masculin n'ayant pas complètement disparu malgré les avancées légales et juridiques acquises au cours des cinquante dernières années, et une certaine évolution des mentalités.
Cet asservissement commence par la violence du père, évoquée dans chaque description de ce dernier, et se manifestant en premier lieu à l'égard de la mère qualifiée de "pauvre chose", d'"incapable" : "jusqu'à ce qu'elle verse une larme, il ne la lâchait pas".
La violence du père se manifeste également à l'égard de Claudine : « elles  se  ressemblent  mais  y  en  a  une  qui  est  moche.  Non ?  C’est  drôle  quand même, ça tient à presque rien, c’est simplement cette lueur bovine qu’elle a dans le regard, ça donne envie de la claquer. Non ? ».
Les femmes du foyer agissent de manière à ne pas exciter la colère du père, dominateur incontesté.
La violence, chez Despentes, existe dans tous les rapports humains, même ceux entre femmes, Pauline faisant l'objet de "paroles violentes contre elle", étant "la pétasse qu'on aime haïr". Mais cette violence n'atteignant pas toutefois l'agressivité dont font preuve les hommes à l'endroit de Pauline.
L'œuvre de Despentes met en scène, de manière générale, des dominés dans la société actuelle, se "rebellant" pour dépasser leur condition, comme Pauline le fait dans Les Jolies Choses, reprenant les diktats esthétiques auxquels sa sœur se soumettait entièrement mais les retournant à son avantage pour en faire de réelles armes de domination, entrainant par-là même une certaine "virilisation" du personnage.
Les Jolies Choses aborde toutefois cette rupture dans la communication entre les deux sexes de manière unilatérale, le point de vue de ces hommes, eux aussi en prise avec une vision stéréotypée de leur propre rôle, étant beaucoup moins convoqué et emprunté.
Des deux côtés, les personnages ne parviennent pas à se détacher des constructions sociétales que leur sexe leur impose, et leurs rapports sont presque uniquement envisagés sous le prisme de la relation dominant/dominé.

## Processus d'écriture
Ce roman fut l'occasion, pour Virginie Despentes, de quitter la « bedroom culture », selon l'expression de féministes américaines qu'elle reprend à son compte, et qui lui avait permis d'écrire ses deux premiers romans. La « bedroom culture » concerne les activités créatrices que l'on fait pour soi, dans sa chambre. Avec Les Jolies Choses, Despentes a, pour la première fois, « la conscience d'être lue par beaucoup de gens », ce qui lui occasionne une angoisse alors inédite. Les deux premiers romans avaient été écrits de manière beaucoup plus désinvolte, Baise-moi puis Les Chiennes Savantes, comme « on enregistre un quarante-cinq tours ». Despentes ne savait pas encore que des gens « se faisaient une idée tellement haute de l'écriture d'un livre » qu'ils pouvaient s'y atteler pendant des années. La timidité de l'auteure représente un obstacle considérable au lâcher-prise que nécessite l'écriture sereine d'un livre. C'est peut-être pour cela qu'elle confie que ce roman fut « terrible à écrire, à relire, à publier ». Elle ajoute en revanche que ce livre fit d'elle « un écrivain ».
C'est également à cette période qu'elle prend conscience du « courage » qu'elle a eu d'écrire, venant d'une « classe sociale » dans laquelle le métier d'écrivain ne faisait pas partie des horizons possibles.

## Style d'écriture
Ce roman est également en rupture avec ses deux premières œuvres concernant la façon de s'approprier l'univers et les faits décrits, Despentes quitte alors le registre « trash » pour une écriture moins outrancière mais tout aussi percutante. Virginie Despentes confiera qu'il lui aura fallu, paradoxalement, une certaine « arrogance » pour amorcer ce changement, dans la mesure où elle avait peur de décevoir beaucoup de ses lecteurs à la suite de l'adoption de ce style moins trash.
Son écriture reste toutefois souvent qualifiée de « violente », « agressive », « réaliste ».
Ce qui ne change pas en revanche avec ce livre est le style de Despentes, dont on attend plus un résultat lié « au souffle, à l'énergie » qu'à « une perfection de la phrase » . Il s'agit d'un style direct, efficace, qui saisit le lecteur plus qu'il ne le charme.

## Adaptation
- Le livre a été adapté en film en 2001, par Gilles Paquet-Brenner, avec Marion Cotillard et Stomy Bugsy dans les rôles principaux. Le film a reçu le Prix Michel-d'Ornano 2001.

## Éditions
- Les Jolies Choses, Grasset, 2001 (1re éd. 1998), 250 p. (EAN 9782246568926)
- Les Jolies Choses, Le Grand Livre du mois, 1998, 263 p. (ISBN 2-7028-2468-4)
- Les Jolies Choses, J'ai lu, 2000, 252 p. (ISBN 2290350125 et 9782290350126)